# Shuhei Terada
Shuhei Terada (n. 23 iunie 1975) este un fost fotbalist japonez.

## Statistici
| Japonia | Japonia | Japonia |
| An      | Meciuri | Goluri  |
| ------- | ------- | ------- |
| 2008    | 4       | 0       |
| 2009    | 2       | 0       |
| Total   | 6       | 0       |